# 金引の滝
金引の滝（かなびきのたき）は、京都府宮津市滝馬（たきば）にある滝。高さ約40メートル、幅約20メートル。金引の滝（男滝・女滝）、白竜の滝（はくりゅう）、臥竜の滝（がりゅう）の3滝の総称である。大手川の支流である滝馬川の上流部にある。京都府で唯一、日本の滝百選に選定されている。

## 地理
宮津市街地から南西に1.5キロメートル、大手川の支流である滝馬川の上流部にある。夏季は納涼地として宮津市民に親しまれている。標高270メートルの題目山の東麓、標高約150メートル地点に位置する。
近畿自然歩道にもなっている歩道を上がっていくと、臥龍の滝、白竜の滝、主瀑の金引の滝の順に並んでおり、3滝を総称して金引の滝と呼ぶ。主瀑の金引の滝は花崗閃緑岩を滑り落ちる分岐瀑であり、幅の広い岩盤を滑るように落ちる。見学者から見て左側の幅の狭い方が女滝（めだき）、右側の幅の広い方が男滝（おだき）である。

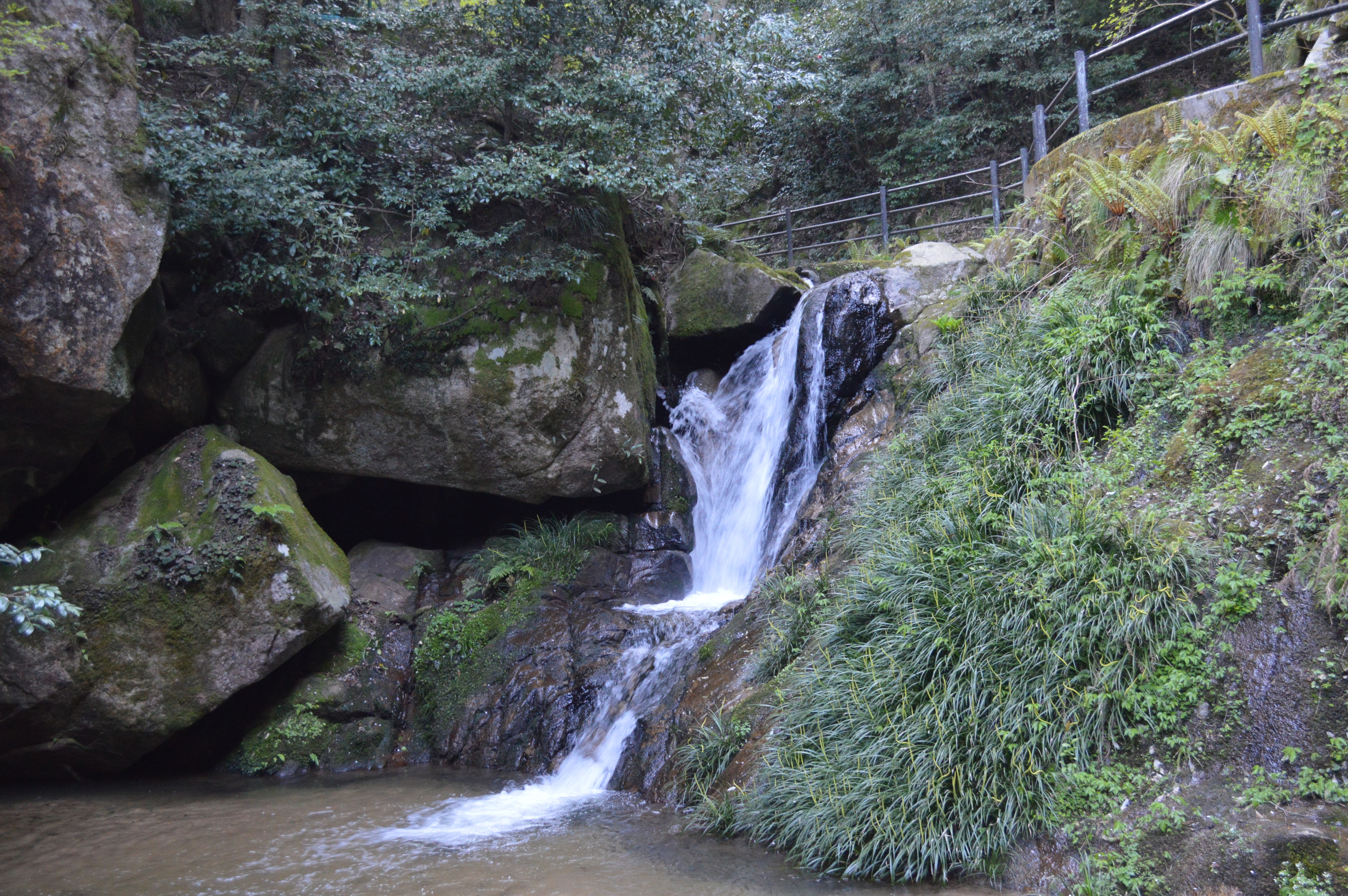
白竜の滝
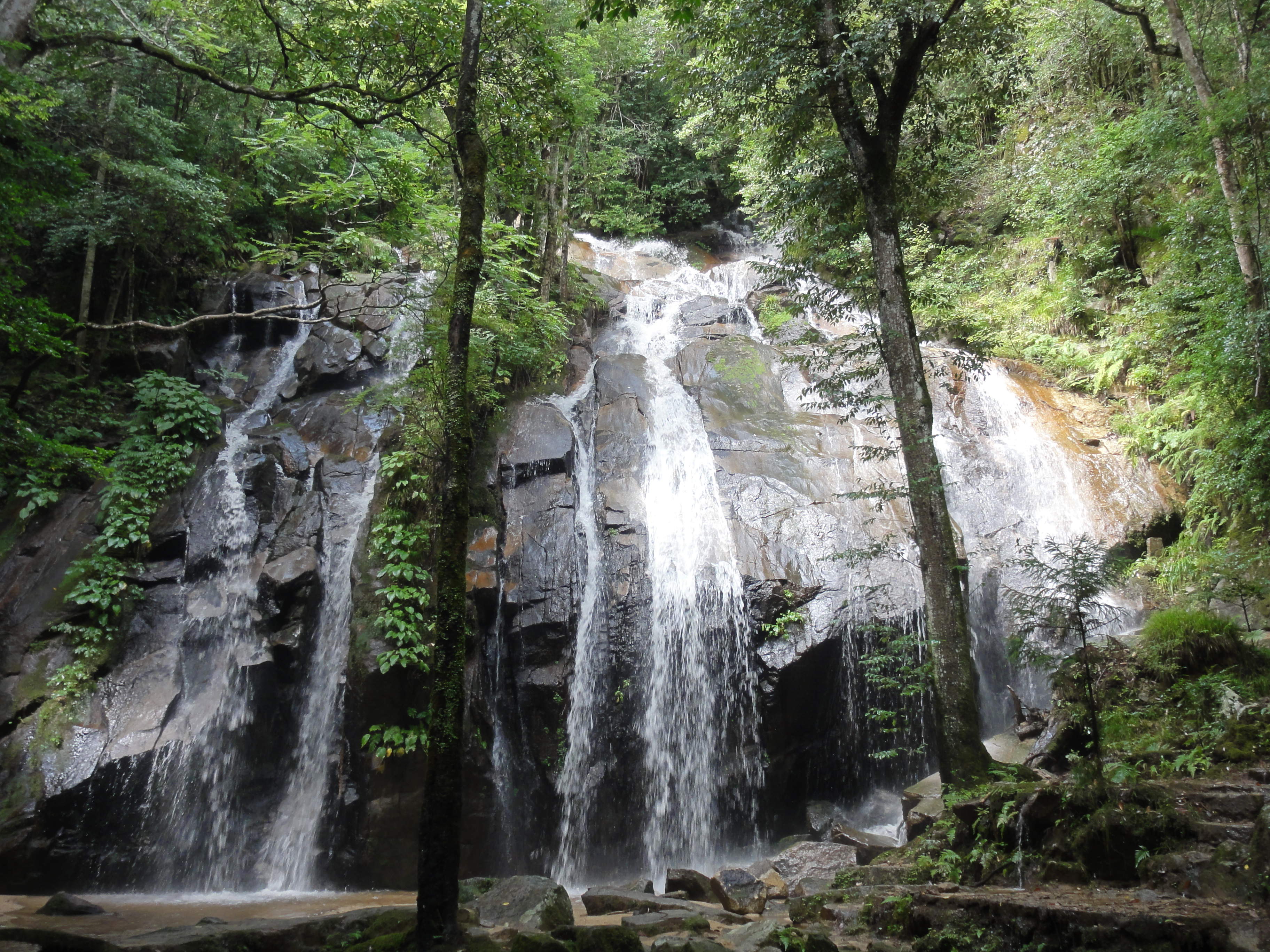
金引の滝
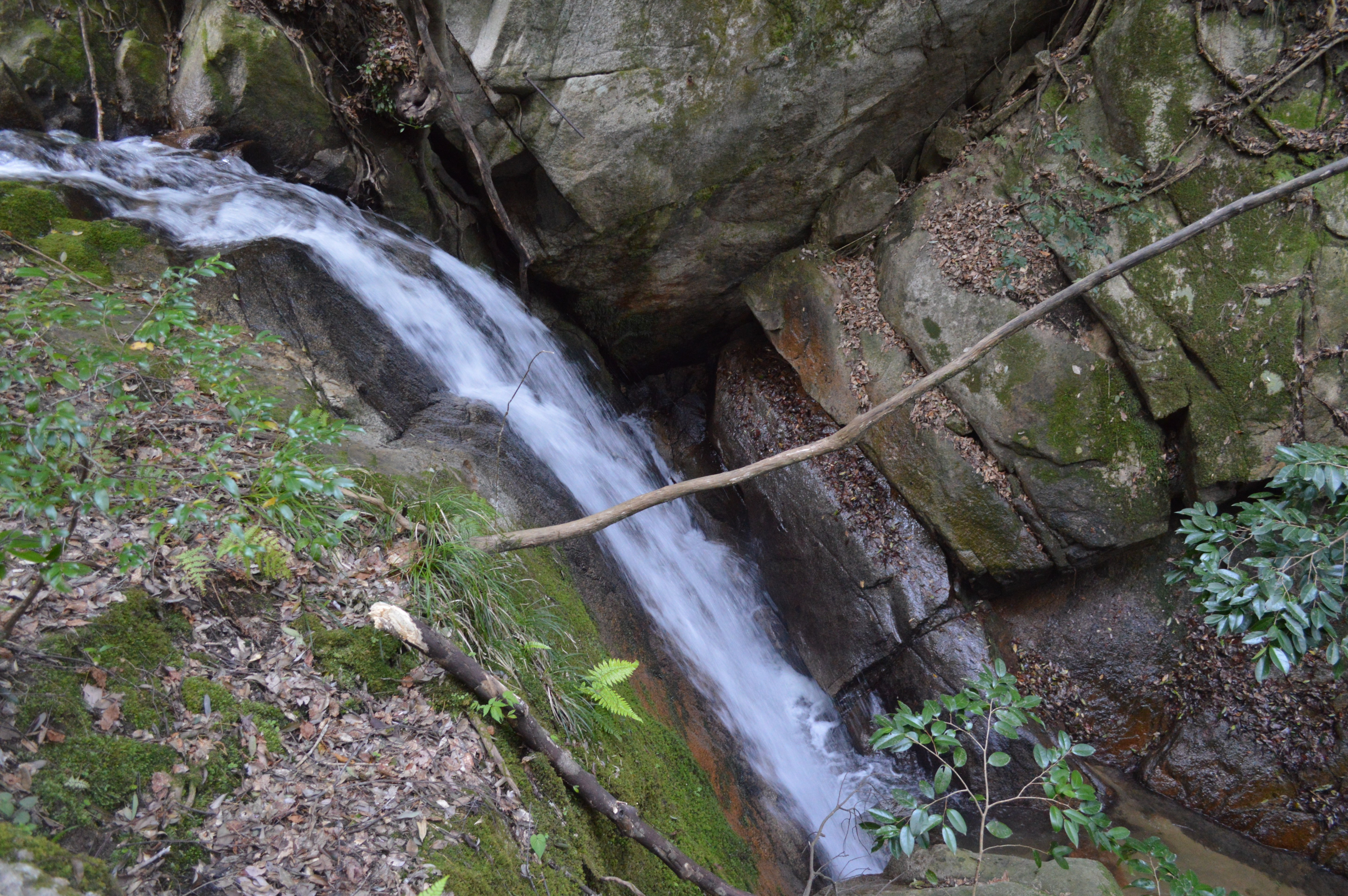
臥竜の滝

## 特徴

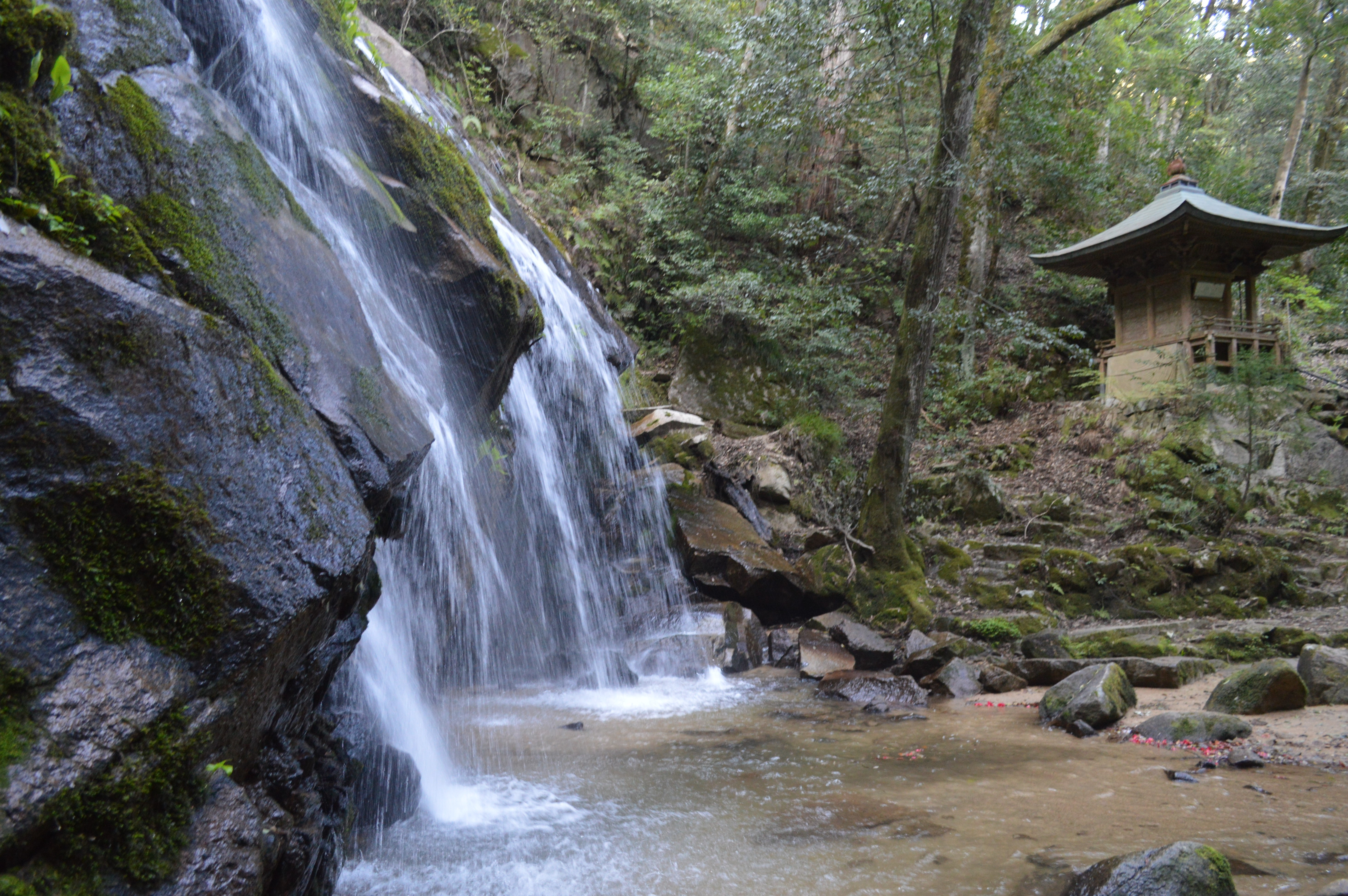
浅い滝壺が特徴の滝

滝壺が浅いことから、流れ落ちる滝ののすぐそばまで近寄れるという特徴がある。東向きに落ちていることから、午前中に日が差すと虹がかかることがある。滝の近くには北向地蔵尊や金引不動尊（不動堂）や滝馬神社があり、四阿も設けられている。宮津市文化財保護委員会によると

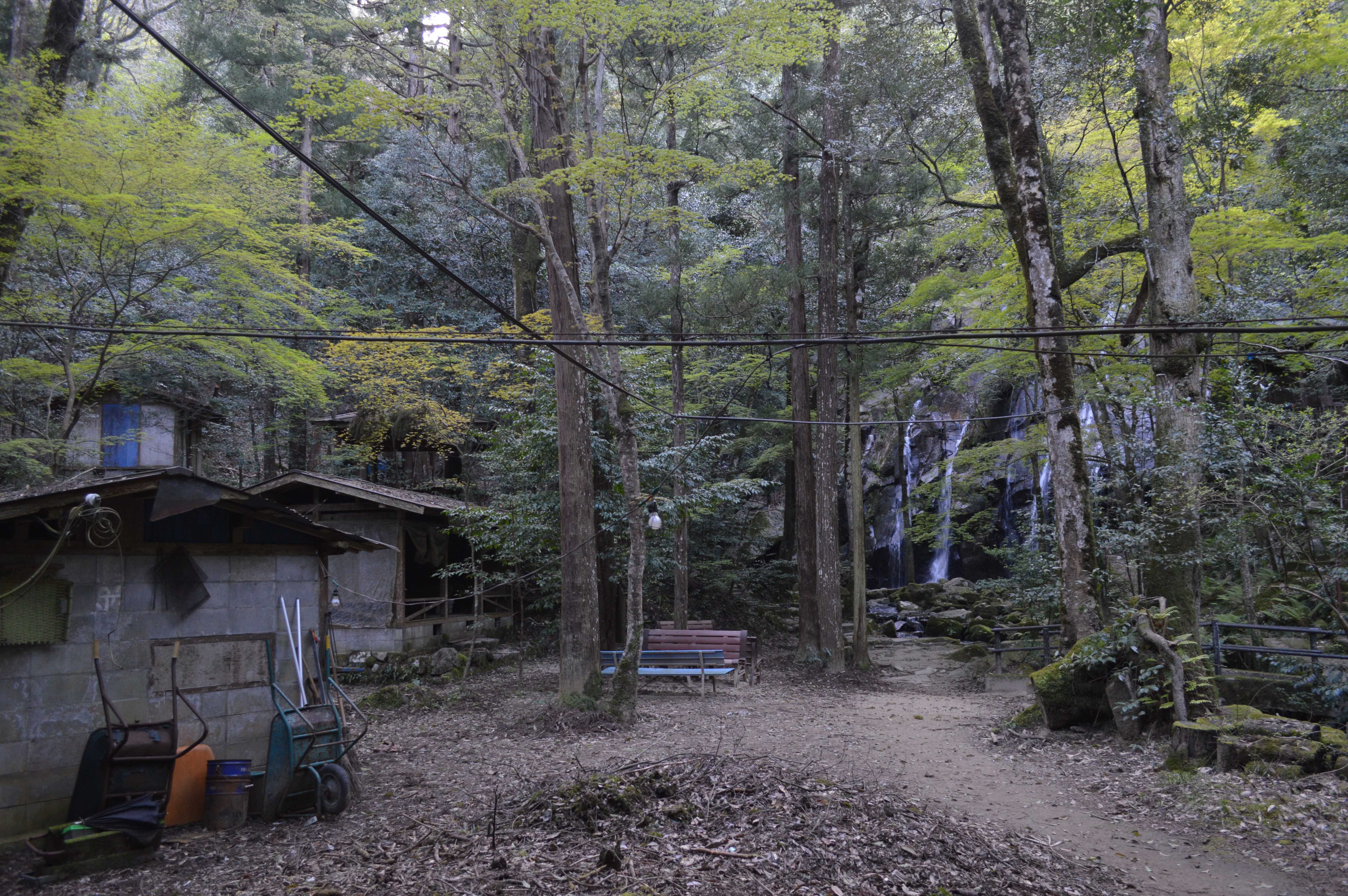
近くの休憩所
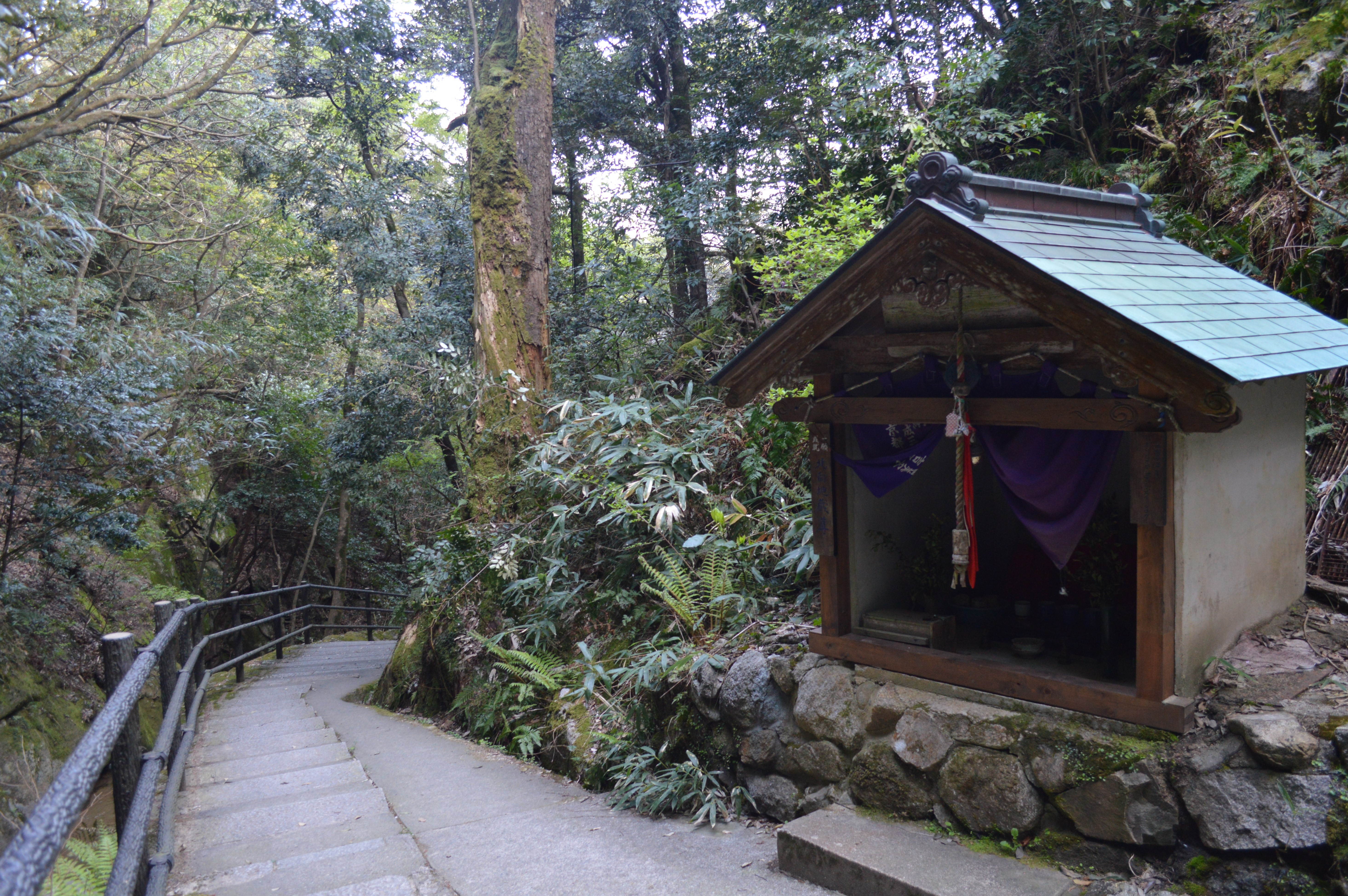
北向地蔵尊
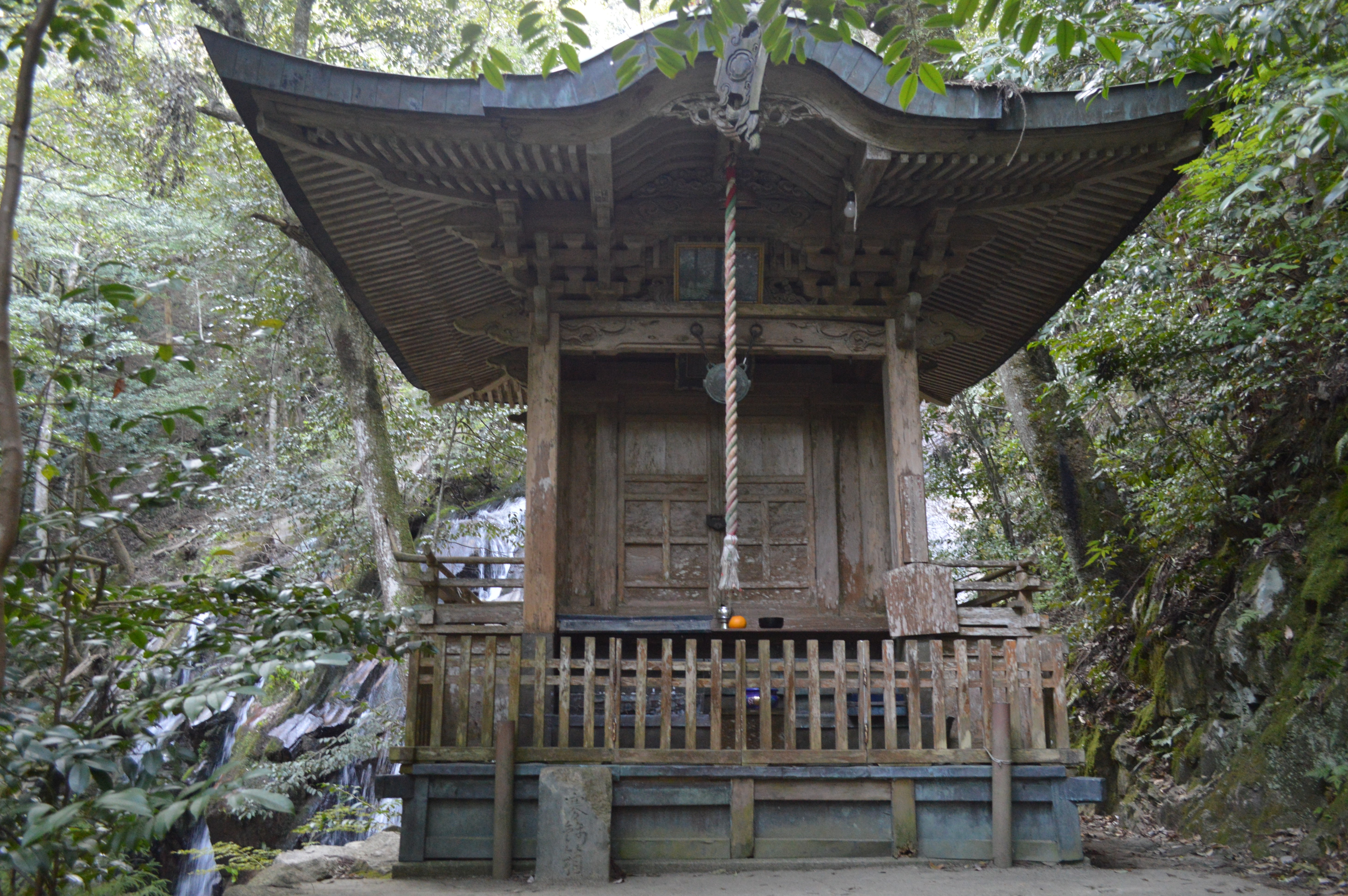
金引不動尊

## 歴史
1990年（平成2年）には日本の滝百選に選定された。
2019年（令和元年）6月19日放送のTBS系列『タビフク＋VR』では、モデルの黒木麗奈と音大生のみうらうみが金引の滝を訪れた。
2020年（令和2年）前半に新型コロナウイルス感染症が世界的に流行する前、2019年（令和元年）から2020年初頭には「竜」を好む中国人観光客らが多数訪れる観光スポットとなった。2019年（令和元年）下半期には、トレンドExpressが中国のSNSで行った日本の訪問地調査で28位となった。
コロナ禍にあって外国人観光客は減ったが、三密を避けられるスポットであることが認知されて訪問者が増加した。特に2020年（令和2年）7月以降に訪問者が増加し、8月以降には周辺道路で渋滞が発生するほどとなった。
2020年（令和2年）10月から、天橋立観光協会によって滝行体験が行われている。

## 祭礼
1984年（昭和59年）から2012年（平成24年）まで、毎年7月最終日曜日には金引の滝火祭りが催されていた。江戸時代後期、宮津藩の悪政に苦しむ農民が金引不動尊の力を借りて滝水を業火に変えたとする伝承から、火祭りでは滝にガソリンを流して火柱を出現させていた。しかし、環境問題に関心のある市民から疑問の声が呈されることもあった。

## 基本情報
所在地
- 626-0034 京都府宮津市滝馬[1][5]

アクセス
- 京都丹後鉄道宮豊線宮津駅から車で約15分[1]
- 京都縦貫自動車道宮津天橋立インターチェンジから約2.5キロ[9]